# День державності Чорногорії
День державності (чорн. Dan državnosti) — національна річниця Республіки Чорногорія.
Також його називають Днем держави. Свято відзначають 13 липня кожного року на згадку про день, коли Берлінський конгрес визнав Чорногорію двадцять сьомою незалежною державою у світі в 1878 році.
Видатною фігурою періоду здобуття незалежності від Османської імперії 1878 року був принц Чорногорії Нікола I Петрович — перший король і засновник Королівства Чорногорії, який відіграв чималу роль на Берлінському конгресі 1878 р. та забезпечив незалежність Чорногорії від османського правління.
Однак панівною постаттю того часу залишається князь-єпископ Чорногорії Петро II Петрович-Негош, який дав поштовх періоду культурного розвитку цієї балканської країни.
Цю національну річницю не слід плутати з Днем незалежності Чорногорії, який святкують 21 травня кожного року в пам'ять про дату референдуму про незалежність Чорногорії в 2006 році, який засвідчив, що 55,5 % чорногорців виступають за суверенну націю.